# Belling (Familienname)
Belling ein deutscher Familienname.

## Namensträger
- Detlev W. Belling (* 1952), deutscher Rechtswissenschaftler
- Johann Georg von Belling (1642–1689), brandenburgischer General
- Rudolf Belling (1886–1972), deutscher Bildhauer
- Tom Belling sen. (1834–1900), US-amerikanischer Zirkusclown
- Tom Belling jun. (1873–1934), österreichischer Clown
- Wilhelm Sebastian von Belling (1719–1779), preußischer Husarengeneral
- Willy Belling (1881–nach 1914), deutscher Maler, Grafiker und Plakatkünstler[1]